# Тимме, Дитер
Дитер Ти́мме (нем. Dieter Timme; 23 сентября 1956, Вердер, Бранденбург — 24 октября 2024) — немецкий футболист и футбольный тренер, играл на позиции защитника.

## Биография

### Игровая карьера
Тимме в течение девяти сезонов играл за берлинскую «Герту», за которую дебютировал в Бундеслиге 11 августа 1979 года в матче с брауншвейгским «Айнтрахтом», который закончился со счётом 0:0. За эти годы «Герта» выступала в Бундеслиге и во Второй Бундеслиге, а в 1981 году берлинский клуб дошёл до полуфинала Кубка Германии. Всего в составе «Герты» сыграл 234 матча и забил 16 голов.

### Тренерская карьера
Работал главным тренером ряда футбольных клубов из низших лиг, среди которых были «Фельтен», «Галлешер», «Лихтенберг» и «Бабельсберг 03».

### Смерть
Скончался 24 октября 2024 года в возрасте 68 лет после продолжительной болезни.